# ترهالوز

## مقدمه

ساختار دوبعدی دی‌ساکارید ترهالوز.

ترهالوز  (به انگلیسی Trehalose) که میکوز (به انگلیسی mycose) و ترمالوز (به انگلیسی tremalose) نیز نامیده می‌شود قندی است که از اتصال دو مولکول آلفا-گلوکز (قند خون) به صورت 1و1-گلیکوزیدی ایجاد شده است و همین اتصال باعث خواص متفاوت آن نسبت به مولکول‌های مالتوز و نشاسته که در آن‌ها پیوند آلفا-گلوکز‌ها 1و4-گلیکوزیدی است شده است. ترهالوز در باکتری‌ها، قارچ‌ها، گیاهان و بی‌مهرگان وجود دارد اما در مهره‌داران تنها آنزیم متابولیسم آن یعنی ترهالاز وجود دارد که این آنزیم در انسان در کبد، کلیه، ریه، روده و خون یافت می‌شود. ترهالوز مصارف گسترده‌ای در صنایع دارویی، غذایی و آرایشی دارد.

## مصارف غذایی
هر آمریکایی در هر سال به طور میانگین 21 گرم ترهالوز می‌خورد. ترهالوز در سال 2010 بیش از هشت هزار محصول غذایی مورد استفاده قرار گرفته است. شیرینی ترهالوز 45٪ شکر است با این تفاوت که ترهالوز قندی غیراحیا‌کننده است و تزریق آن اثرات مضر سایر قند‌ها (مانند گلایکیشن) بر روی پروتئین‌ها را ندارد. ترهالوز در مواد غذایی مختلف به عنوان جایگزین شکر و همچنین ایجاد‌کننده طعم بهتر استفاده می‌گردد. ترهالوز برای نرم ماندن و جلوگیری از کریستال‌شدن شکر در تولید کیک‌ها و نان‌های صنعتی استفاده می‌شود و در تولید بستنی برای کاهش نقطه ذوب مورد استفاده قرار می‌گیرد.

## مصارف دارویی
ترهالوز چه به عنوان دارو و چه به عنوان نگهدارنده داروهای حساس تزریقی مورد استفاده قرار می‌گیرد. ترهالوز به صورت خوراکی با دوز 3.3 گرم در روز و به صورت تزریقی با دوز 15گرم در هفته مصرف می‌گردد.

### کاهش التهاب و القایاتوفاژی
تجویز ترهالوز در بیماری‌های مختلف با کاهش التهاب از اختلال عملکرد سلولی و بافتی جلوگیری می‌کند. ترهالوز باعث افزایش فاگوسیتوز و میکروپینوسیتوز اندامک‌های آسیب‌دیده سلول می‌شود.

### دیابت
با این که ترهالوز از بهم پیوستن مولکول‌های قند خون به وجود آمده و در نهایت به گلوکز تبدیل می‌شود مصرف آن در بیماران دیابتی باعث کنترل سطح انسولین بعد از غذا می‌گردد. ترهالوز این کار را با کاهش مقاومت به انسولین می‌کند و به این صورت بدن نیاز به ترشح انسولین کمتر خواهد داشت. همچنین در بیماران دیابتی که سلول‌های بتای پانکراس در معرض مرگ سلولی (آپوپتوز) قرار دارند ترهالوز با حذف اندامک‌های آسیب دیده و کاهش استرس اکسیداتیو از مرگ سلولی این سلول‌ها جلوگیری می‌کند. با این که ترهالوز از گلوکز تشکیل شده گلوکز را بسیار آهسته‌تر آزاد می‌کند و نسبت به شکر تاثیری بر قند خون ندارد و شاخص قند خونی بسیار پایین‌تری دارد.

### بیماری‌های قلبی عروقی
ترهالوز باعث کاهش نارسایی قلبی، بهبود عملکرد میکروواسکولار، کاهش آتروژنز و پایداری پلاک های آترواسکلروتی، کاهش التهاب دیواره‌های عروق، کاهش فشار خون سیستولی، کاهش بروز سکته، کاهش سختی عروق، کاهش استرس اکسیداتیو در اندوتلیوم عروقی، افزایش سطح  LC3-II، بهبود اختلال در انقباض میوکاردیال و جلوگیری از بیان افزایش‌یافته caspase-3 می‌شود و همچنین از تغییر شکل قلب جلوگیری می‌کند. ترهالوز باعث افزایش اتوفاژی، کاهش استرس اکسیداتیو و بهبود عملکرد میتوکندری می‌گردد و همچنین باعث افزایش دسترسی و حساسیت عضلات صاف عروق به NO می‌گردد.

### بیماری‌های اعصاب
در بیماری‌های نورودژنراتیو ترهالوز مانع از تجمع پروتئینهایی مانند آمیلوئید بتا (در بیماری آلزایمر)، هانتینگتین (در بیماری هانتینگتون) و پریون (در بیماری کروتزفیلد جاکوب) شود. احتمالا مصرف ترهالوز برای بیماران پارکینسون مفید باشد. ترهالوز سرعت پیر شدن مغز را کم می‌کند.

### بیماری‌های گوارشی
ترهالوز در دستگاه گوارش به عنوان پروبیوتیک اثر می‌کند و باعث می شود فلور میکروبی طبیعی دستگاه گوارش تنظیم شود.

### نگهدارنده دارو
ترهالوز چه به عنوان داروی درمانی و چه به عنوان جلوگیری از یخ‌زدگی داروهای حساس تزریقی مورد استفاده قرار می‌گیرد، آنتی‌بادی‌های منوکلونال Herceptin و Avastin و Lucentis، پروتئین نوترکیب Advate و داروهای Sawachion و Imidapril  از جمله داروهای تزریقی هستند که ترهالوز در ساخت آن‌ها مورد استفاده قرار گرفته است.

## مصارف آرایشی
در صنعت آرایشی نیز ترهالوز در محصولات مختلفی از جمله روغن حمام، تونیک‌های افزایش‌دهنده شرد مو، مرطوب‌کننده‌ها و شامپو‌ها مورد استفاده قرار می‌گیرد.